# ソマリ (ネコ)
ソマリ（Somali）は、ネコの品種のひとつ。アビシニアンの長毛種（ロングヘアード・アビシニアン）とも言われる。原産国はイギリス。

## 特徴
原種はアビシニアンである。アビシニアンで時々産まれる毛の長い種類を交配させてたもので、新種の猫の中で、非常に人気の高いもののひとつである。頭は緩やかなV字型。長い体毛と狐のようなふさふさとした尾が特徴で、体格はアビシニアンと同じく筋肉質である。被毛はダブルコートで、1本の体毛が濃淡の縞模様になっている。これをティッキングといい、光の加減で色味が変わって見える。毛色はレッド、ルディ、ブルー、フォーンがある。目は大きく、アーモンド形で、色はゴールド、グリーン。また鳴き声がとても美しく、「鈴を転がしたような声」と言われている。

## 性格
アビシニアンから生まれたためか、長毛種にしては犬のように人懐っこく活発な性格をしている。また、周囲との協調のとれる利口な猫であると言われる。一方、環境の変化に敏感で人見知りしやすい傾向もあり、騒音なども苦手とする神経質な面も見受けられる。

## 飼育

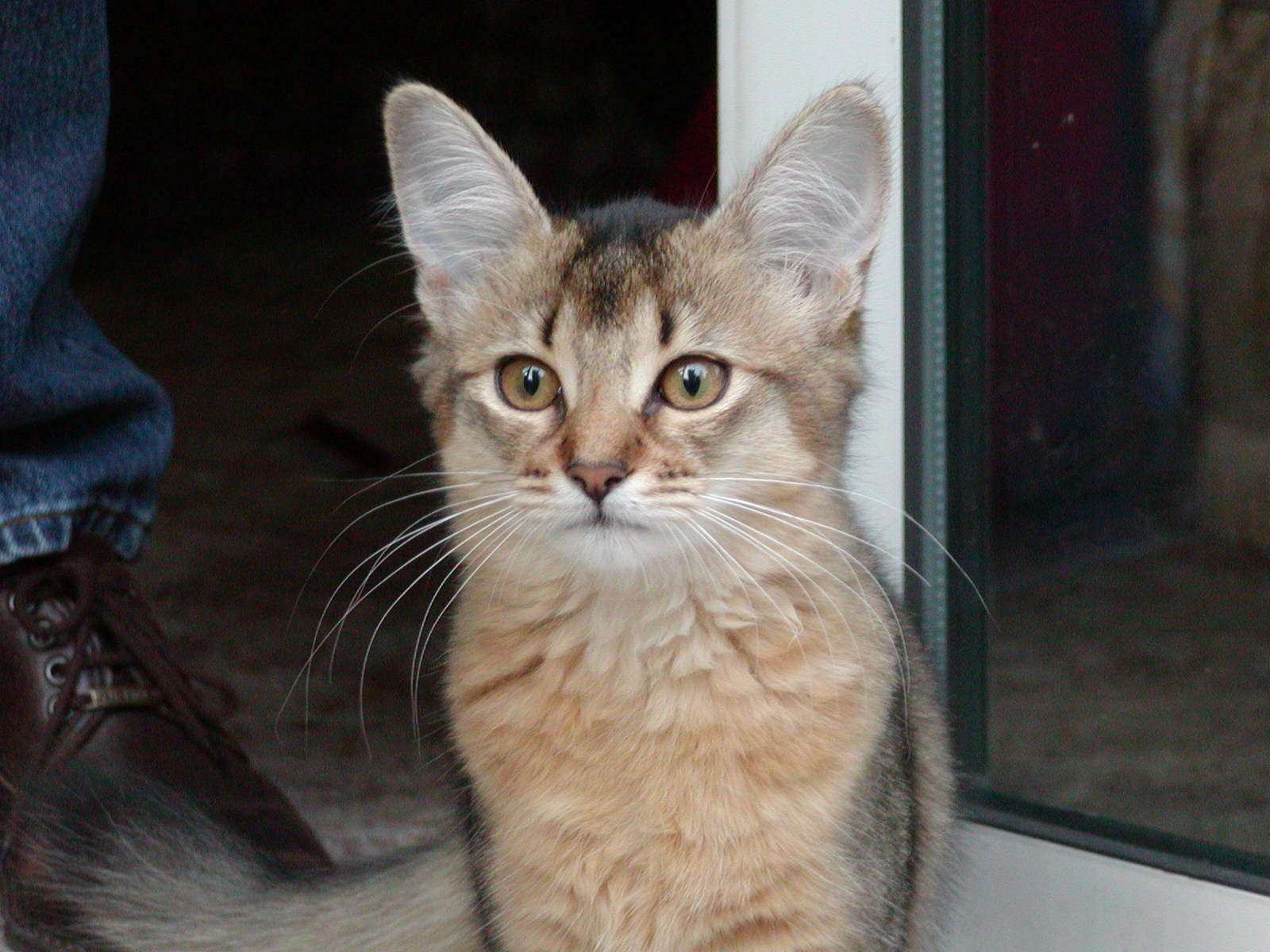
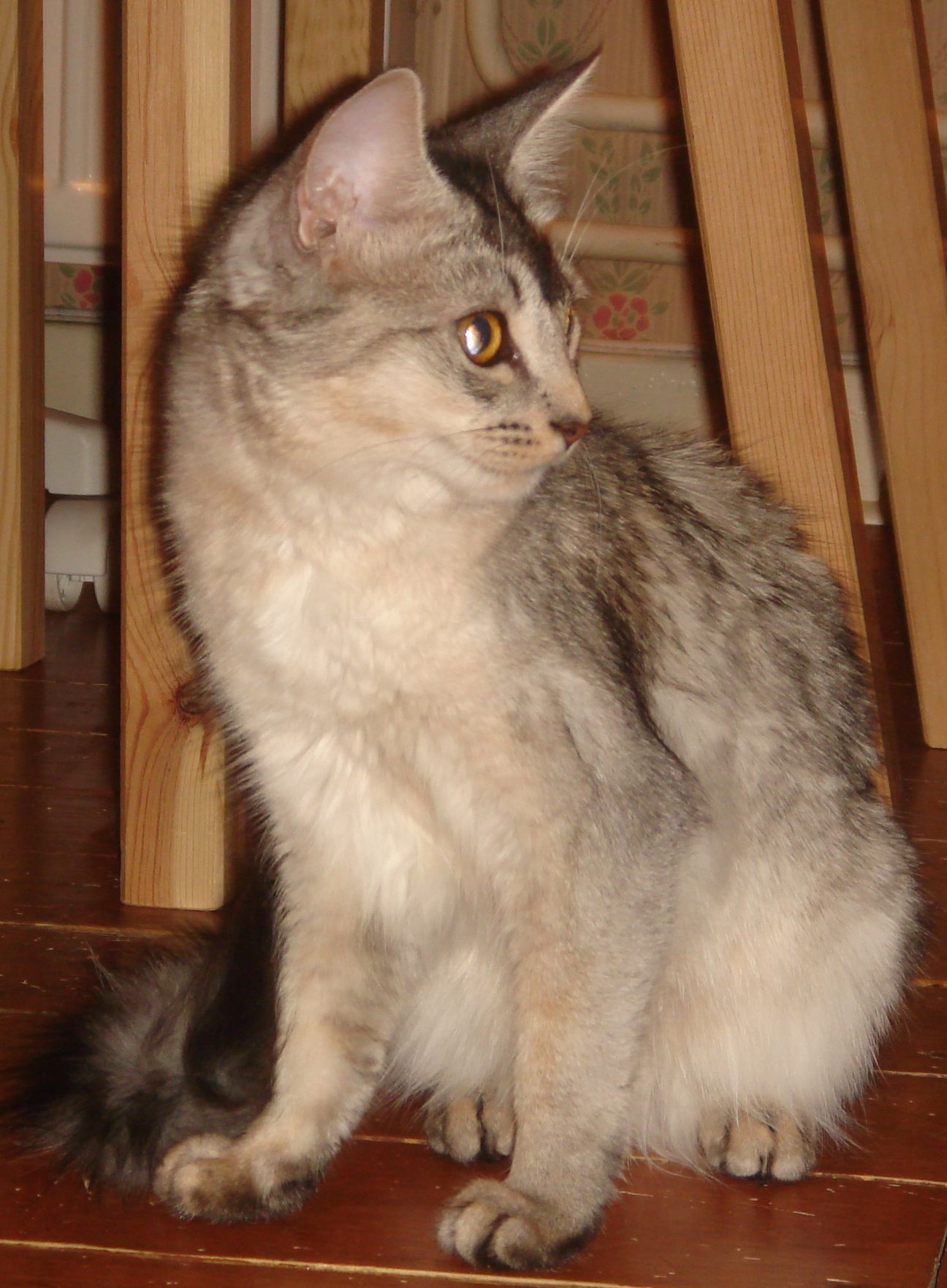

長毛種の中では、手入れが楽な方だといわれる。